# La Blouse Roumaine
La Blouse Roumaine és una pintura a l'oli sobre tela d'Henri Matisse del 1940. Mesura 92 × 73 cm i es troba al Museu Nacional d'Art Modern de París.
La inspiració del quadre sembla haver estat Elvira Popescu, Elena Văcărescu, Anna de Noailles i Marthe Bibesco.